# André Champel
André Champel est un footballeur français né le 4 mai 1923 à Saint-Laurent-d'Aigouze et mort le 27 septembre 1999 à Nîmes. Il évolue au poste d'attaquant durant les années 1940 au SO Montpellier et à l'AS Monaco.

## Biographie
André Champel remporte, avec ses coéquipiers du SO Montpellier, le groupe Sud de Division 2 en 1946.
Il dispute, lors de la saison 1948-1949, la première saison de l'AS Monaco en Division 2 après son retour au professionnalisme. Entraînée par Jean Batmale, l'équipe termine huitième du championnat. Il quitte le club asémiste en fin de saison et rejoint le club amateur du SC Saint-Gilles où il évolue une année.

## Palmarès
- Vainqueur du groupe Sud de Division 2 en 1946 avec le SO Montpellier.